# Rhadinodonta maculata
Rhadinodonta maculata är en stekelart som beskrevs av Gyöö Viktor Szépligeti 1908. Rhadinodonta maculata ingår i släktet Rhadinodonta och familjen brokparasitsteklar. Inga underarter finns listade i Catalogue of Life.